# Erik Ragvaldsson (Fargalt)
Erik Ragvaldsson (Fargalt), död 1499, var en svensk häradshövding, lagman och riksråd.

## Biografi
Erik Ragvaldinpoika nämns första gången 1463 vid en överenskommelse inom familjekretsen. Han var senare en av Sten Stures betrodda män och var före sommaren 1477 dennes sändebud i Livland. Av okänd anledning lät den livländska ordensmästaren fängsla honom men släppte sedan honom fri. Det svenska rådet meddelade i juli 1477 att det inte krävde någon kompensation för detta. Sannolikt utsågs han år 1478 till häradshövding i Övre Satakunta. Eftersom man enligt landslagen måste vara bosatt i sitt distrikt, tycks han ha genom äktenskap ha erhållit Viiks gård i Birkala (nu Nokia). Han skrev sig till gården 1480 och 1482. Han kallas häradshövding ännu 1487. Våren 1482 reste Erik på riksföreståndarens uppdrag till Viborg för att förhandla om slottets och länets öde efter Erik Axelsson (Tott)s död. Som svenskt riksråd nämns han från 1485. Då Norrfinne lagsaga blev ledig i slutet av år 1486, gjordes ett ovanligt beslut. Till ny lagman utsågs inte en medlem av de finska ledande släkterna utan riksföreståndarens troman Erik Ragvaldsson. Hans uppdrag blev kortvarigt, det upphörde 1488 vilket kan bero på missnöje hos den finska adeln. Möjligen var det ett slags kompensation att han 1489 och ännu 1490 var hövitsman över hela Satakunta. Som riksråd uppträdde han hösten 1487 och ännu 1494. Hans kunskap om Livland användes flera gånger, bl.a. sommaren 1488 på Prästholmen vid Raseborg vid förhandlingar med Livländska orden, då man ingick ett vapenstillestånd på två år. Erik bodde på Kumo gård ännu i april 1490 men efter det nämns han inte längre i finska ärenden. Hösten 1492 övervägde man i det svenska rådet möjligheten att sluta ett förbund med Livländska orden mot Ryssland. En delegation sändes till Reval och i den ingick Erik Ragvaldsson trots att biskopen i Åbo såg honom som olämplig, då Erik var mycket illa sedd i Livland. Inte bara deltog Erik i resan utan han var också bland dem som på sommaren 1493 ratificerade förlikningen med den livländska ordensstaten. Sista gången Erik nämns som levande var i augusti 1494 då han satt i rådet när det beslöt att fullgöra Kalmar recess av år 1483. Erik avled före 1499.

## Familj
Erik Ragvaldsson var son till Ragvald Magnusson (Fargalt) (1426–1469) och Katarina Svensdotter (Pik)(1443–1463).
Erik förefaller ha varit gift med en finsk frälsekvinna med vilken han erhöll gården Viik. Hon kan ha varit dotter till gårdens ägare år 1450, fogden Hans Lindener.
Eriks andra hustru senast år 1485 var Ingeborg Ragvaldsdotter, dotter till väpnaren Ragvald Nilsson (yngre Välingeätten) och Ragnhild Eriksdotter (Skunk). Hon gifte om sig 1499 med väpnaren Schering Larsson (lilja) till Örboholm i Västerljungs socken. Därefter gifte hon sig 1504 med väpnaren Nils Bröms (d. 1511). Ingeborg levde ännu 1511 men var då barnlös.
Eriks fädernegods var Hedensö som han gav sin hustru Ingeborg i morgongåva. Han fick genom sitt första gifte Viik i Birkala.

### Döttrar
- Karin, dog som barn.
- Anna, dog efter fadern men före modern Ingeborg Ragvaldsdotter, tydligen före 1511.

## Övrigt
Sigill: ett löpande svin.